# مصطفى بن عبد الرحمن الإزميري
يمصطفى بن عبد الرحمن بن محمَّد الإزميري،
مما يبين أهمية العلم: أن المترجم له واحد من علماء تركيا المهتمين بالقراءات، وتشهد له كتبه المتخصصة في القراءات، وما يتعلق بهذا العلم، حتى قال عنه إلياس الساعاتي: «من أشهر علماء القراءات والتجويد بعد ابن الجزري، برع وتفنن في علوم القراءات، وقام بتحرير أوجه القراءات من جميع الطرق ويُعتد كتبه في التحريرات، وهي المرجع والمصدر منذ تأليفها إلى يومنا هذا مع تحريرات المتولي».
لم يُذكر عام مولده، وهو عالم من علماء تركيا لكنه توفي بمصر، اشتهر بالتميز في علم القراءات والتجويد، ويعد واحدا من أبرز العلماء في آخر خمسة قرون في مجال القراءات والتجويد، وتعد كتبه من الكتب التي أصبحت مراجعا لمن جاء بعده، وكان من علماء المذهب الحنفي.
من مشايخه: الشيخ محمَّد العشري المقري المعروف بإزمير، والشيخ عبد الله بن محمَّد بن يوسف الشهير بيوسف أفندي زاده.
ومن تلامذته: الشيخ أحمد الرشيدي، والشيخ السيد هاشم.
من مؤلفاته: عمدة العرفان في وجوه القرآن، تحرير النشر من طريق العشر، تقريب حصول المقاصد في تخريج ما في النشر من الفوائد.

## اسمه ونسبه
مصطفى بن عبد الرحمن بن محمَّد الإزميري.

## مولده ونشأته
لم يُذكر عام مولده، وهو عالم من علماء تركيا لكنه توفي بمصر، اشتهر بالتميز في علم القراءات والتجويد، ويعد واحدا من أبرز العلماء في آخر خمسة قرون في مجال القراءات والتجويد، وتعد كتبه من الكتب التي أصبحت مراجعا لمن جاء بعده، وكتبه تشهد له بالتميز في هذا الفن، وقد ترحل المترجم له وتوفي بمصر، وكان من علماء المذهب الحنفي.

## قالوا عنه
قال عنه إلياس الساعاتي: «من أشهر علماء القراءات والتجويد بعد ابن الجزري، برع وتفنن في علوم القراءات، وقام بتحرير أوجه القراءات من جميع الطرق ويُعتد كتبه في التحريرات، وهي المرجع والمصدر منذ تأليفها إلى يومنا هذا مع تحريرات المتولي».
وقال عمر رضا كحالة: «مقرىء، توفي بمصر»

## مشايخه
1 - الشيخ محمَّد العشري المقري المعروف بإزمير.
2 - الشيخ عبد الله بن محمَّد بن يوسف الشهير بيوسف أفندي زاده.
3 - الشيخ حجازي.

## تلامذته
1 - الشيخ أحمد الرشيدي.
2 - الشيخ السيد هاشم.

## مؤلفاته
1 - عمدة العرفان في وجوه القرآن.
2 - بدائع البرهان شرح عمدة العرفان.
3 - تحرير النشر من طريق العشر.
4 - تقريب حصول المقاصد في تخريج ما في النشر من الفوائد.
5 – إتحاف البررة بما سكت عنه العشرة.

## وفاته
توفي - رحمه الله - عام 1156هـ - ستة وخمسين ومائة وألف من الهجرة.

## أهمية العلم
المترجم له واحد من علماء تركيا المهتمين بالقراءات، وتشهد له كتبه المتخصصة في القراءات، وما يتعلق بهذا العلم، حتى قال عنه إلياس الساعاتي: «من أشهر علماء القراءات والتجويد بعد ابن الجزري، برع وتفنن في علوم القراءات، وقام بتحرير أوجه القراءات من جميع الطرق ويُعتد كتبه في التحريرات، وهي المرجع والمصدر منذ تأليفها إلى يومنا هذا مع تحريرات المتولي».